# Naviculales
Naviculales é uma ordem de diatomáceas com rafe da classe Bacillariophyceae.